# کریستین کونان
کریستین کونان (انگلیسی: Christian Konan؛ زادهٔ ۱۲ ژوئیهٔ ۱۹۹۹) بازیکن فوتبال است.